# ايسان دياز
إيسان كزافييه دياز ولد في 27 ماي 1996 هو لاعب البيسبول المحترف البورتوريكي وهو لاعب حر. لقد لعب سابقًا في دور البيسبول الرئيسي م ل ب لفريق ميامي مارلنز .